# Narrosse
Narrosse là một xã, thuộc tỉnh Landes trong vùng Nouvelle-Aquitaine. Xã này có diện tích 10,53 km², dân số năm 2006 là 2761 người. Xã này nằm ở khu vực có độ cao trung bình 30 mét trên mực nước biển.

## Biến động dân số
| Năm | 1962 | 1968 | 1975  | 1982  | 1990  | 1999  | 2006  |
| --- | ---- | ---- | ----- | ----- | ----- | ----- | ----- |
| Dân số | 849  | 932  | 1 220 | 1 607 | 2 204 | 2 539 | 2 761 |
| From the year 1962 on: No double counting—residents of multiple communes (e.g. students and military personnel) are counted only once. |      |      |       |       |       |       |       |